# Municipio de Leaf River (Illinois)
El municipio de Leaf River (en inglés: Leaf River Township) es un municipio ubicado en el condado de Ogle en el estado estadounidense de Illinois. En el año 2010 tenía una población de 1137 habitantes y una densidad poblacional de 12,28 personas por km².

## Geografía
El municipio de Leaf River se encuentra ubicado en las coordenadas 42°9′31″N 89°23′42″O / 42.15861, -89.39500. Según la Oficina del Censo de los Estados Unidos, el municipio tiene una superficie total de 92.58 km², de la cual 92,58 km² corresponden a tierra firme y (0 %) 0 km² es agua.

## Demografía
Según el censo de 2010, había 1137 personas residiendo en el municipio de Leaf River. La densidad de población era de 12,28 hab./km². De los 1137 habitantes, el municipio de Leaf River estaba compuesto por el 97,54 % blancos, el 0,18 % eran afroamericanos, el 0,26 % eran amerindios, el 0,26 % eran asiáticos, el 0,97 % eran de otras razas y el 0,79 % eran de una mezcla de razas. Del total de la población el 1,5 % eran hispanos o latinos de cualquier raza.